# Hiéroglyphe égyptien A7
Le hiéroglyphe  égyptien A7 (homme assis jambe droite allongée) est classifié dans la section A « L'Homme et ses occupations » de la liste de Gardiner ; il y est noté A7.

## Représentation
Il représente un homme accroupi, en génuflexion, jambe droite étendue, bien que formant un angle droit en son genou, bras droit tendu vers le sol et bras gauche pendant.

## Utilisation
C'est un déterminatif du champ lexical de la paresse, de la fatigue et de la faiblesse.
| b | G29 | A | g | A7 |

| b | G29 | A | g | A7 |

« être las, languir, être nonchalant, négligent, nonchalance, négligence ».
Il ne faut pas le confondre avec son variant A7A qui lui supprime sa jambe droite et qui peut le remplacer dans ses utilisations.

## Exemples de mots
| H | f · d | A7 |

| H | f · d | A7 |

| g | A | H | A7 |

| g | A | H | A7 |

| z · N35C | w | A7 |

| z · N35C | w | A7 |